# Linha Nova
Linha Nova egy község (município) Brazília Rio Grande do Sul államában, a Caí folyó völgyében. Népességét 2021-ben 1724 főre becsülték.

## Története
A hagyomány szerint az „új ösvénynek” (németül Neuschneiss, portugálul Picada Nova majd Linha Nova) nevezett, dombok és hegyek között kanyargó, észak felé vivő utat a farrapók létesítették 1845 körül, hogy ellássák a Porto Alegret körülvevő lázadó csapatokat. A forradalom lecsengése után, 1847-ben az út mentén telepek kezdtek kialakulni, ahol német bevándorlók telepedtek le: Linha Nova Baixa, amely ma Presidente Lucena községhez tartozik, és Linha Nova Alta, amely a mai Linha Nova község központja. Ez utóbbit evangélikus németek alapították, akiknek egy része környékbeli településekről (Estância Velha, Feitoria Velha, São José do Hortêncio), más része Európából (Saar-vidék, Hunsrück, Vesztfália, Felső-Pfalz) érkezett.
1850-ben Linha Novának már 527 lakosa volt. Ugyanebben az évben iskola nyílt, 1856-ban pedig imaházat létesítettek (templom építésére csak a köztársaság 1889-es kikiáltása után nyílt lehetőség). A lakosok mezőgazdasággal foglalkoztak (manióka, búza, kukorica, bab termesztése, sertéstenyésztés), a terményeket São Leopoldoban értékesítették. 1864-ben Georg Heinrich Ritter sörfőzdét alapított; ez volt Rio Grande do Sul első sörfőzdéje, ezért a települést az állam „sörfőzésének bölcsőjeként” (Berço das Cervejarias no Rio Grande do Sul) is ismerik. Német hagyományokat folytató egyesületek alakultak: fúvószenekar, énekkar (Sängerverein), lövészegylet (Schützenverein). A 19. század végén a népesség fogyatkozni kezdett, ugyanis a sok gyerek miatt a birtokok feldarabolódtak, másrészt a föderalista forradalom (1893–1895) visszavetette a gazdaságot, így sokan elvándoroltak a településről, Taquari  és Nova Petrópolis környékén, vagy az állam belsőbb, még benépesítetlen részein próbálva szerencsét. A 20. század végén újabb kivándorlási hullám indult a Sinos-völgy iparvárosai felé.
Története során Linha Nova több községhez tartozott: 1875-ig São Leopoldo, 1959-ig São Sebastião do Caí, 1992-ig Feliz kerülete volt. 1992-ben függetlenedett és önálló községgé alakult.

## Leírása
Német hagyományait ma is tartja: létezik kulturális egyesület, német ének- és tánccsoportok, Heimatfest, Kerb, Noites Alemãs rendezvények. Gazdaságának nagy részét ma is a mezőgazdaság teszi ki (karfiol, brokkoli termesztése, csirke és pulyka tenyésztése, fakitermelés). A község területén számos látnivaló van (völgyek, folyók, vízesések, épített örökség), azonban a turisztikai infrastruktúra fejlődésre szorul. Áthalad rajta a Rota Romântica, a túlnyomórészt német jellegű községeket összekötő tematikus turistaút.